# Cezary Biernacki
Cezary Augustyn Ludwik Biernacki (ur. 28 sierpnia 1827 w Kaliszu, zm. 27 stycznia 1896 w Warszawie) – polski pisarz, historyk, archeolog, bibliofil, bibliograf, encyklopedysta. 

## Życiorys
Był pisarzem tworzącym różnego typu artykuły, po większej części dotyczące Kalisza. Jego książki i artykuły historyczne ukazywały się m.in. w "Tygodniku Ilustrowanym", "Kaliszaninie", "Dzienniku Warszawskim", "Kłosach", "Archiwum Komisji Historycznej" i "Akademii Umiejętności". Był jednym z autorów haseł do 28 tomowej Encyklopedii Powszechnej Orgelbranda z lat 1859-1868. Jego nazwisko wymienione jest w I tomie z 1859 roku na liście twórców zawartości tej encyklopedii. Pochowany na cmentarzu Powązkowskim w Warszawie (pod murem I-97/98).